# Cantone di Argenteuil-3
Il Cantone di Argenteuil-3 è una divisione amministrativa dell'arrondissement di Argenteuil.
È stato istituito a seguito della riforma dei cantoni del 2014, che è entrata in vigore con le elezioni dipartimentali del 2015.

## Composizione
Comprende parte della città di Argenteuil e il comune di Bezons.